# Castellina in Chianti
Castellina in Chianti es una localidad italiana de la provincia de Siena, región de Toscana, con 2.932 habitantes.

Ubicación de la ciudad de Castellina in Chianti dentro de la provincia de Siena.

## Evolución demográfica
| Gráfica de evolución demográfica de Castellina in Chianti entre 1861 y 2009 |
|                                                                             |
| Fuente ISTAT - Elaboración gráfica por parte de Wikipedia                   |